# Předenice
Předenice (deutsch Pschedenitz) ist eine Gemeinde mit 168 Einwohnern in Tschechien. Sie liegt acht Kilometer nordöstlich der Stadt Přeštice an der Úhlava und gehört dem Okres Plzeň-jih an. Die Katasterfläche beträgt 432 ha.

## Geographie
Předenice befindet sich in 340 m ü. M. am rechten Ufer der Úhlava und wird vom Předenický potok durchflossen. Nordwestlich erhebt sich der Tlustá hora (476 m).
Nachbarorte sind Čižice im Norden, Štěnovický Borek im Nordosten, Prusíny, Nebílovy und Netunice im Osten, Háje im Süden, Snopoušovy im Südwesten, sowie Lišice und Hradčany im Westen.

## Geschichte
Předenice wurde im Jahre 1239 in einer Liste des Klosters Kladruby als Teil der Pschestitzer Klostergüter erstmals urkundlich erwähnt. Um 1379 gelangte das Dorf in den Besitz der Familie z Předenic. Zu Beginn des 16. Jahrhunderts erfolgte eine Erbteilung und Trystan z Předenic verkaufte 1540 seinen Teil an die Herrschaft Nebílovy. Der andere Anteil, zu dem die Feste gehörte, war 1525 an Jan Snopovský von Borek gelangt, der ihn 1539 mit seiner Grundherrschaft Snopoušovy vereinigte. 1603 kam dieser Teil an die Herrschaft Řenče, die später der in Dolní Lukavice zugeschlagen wurde. Die Feste wurde nicht mehr als Adelssitz genutzt und fiel wüst.
Nach der Ablösung der Patrimonialherrschaften wurden 1850 beide Anteile von Předenice zu einer Gemeinde vereint, in der 263 Menschen lebten. Der Pfarrort war Prusing. 1910 erreichte der Ort mit 303 Einwohnern seine höchste Bewohnerzahl, die dann bis 1930 (298 Einwohner) leicht zurückging.
Seit 2006 führt die Gemeinde ein Wappen.

## Gemeindegliederung
Für die Gemeinde Předenice sind keine Ortsteile ausgewiesen. Zum Ort gehört in nördlich gelegene Einschicht Nový Mlýn.

## Sehenswürdigkeiten
- Kapelle auf dem Dorfplatz